# Женска репрезентација Јапана у хокеју на леду
Женска репрезентација Јапана у хокеју на леду (јап. アイスホッケー女子日本代表; транслитерација као Aisuhokkē Joshi Nippon Daihyō) национални је тим у хокеју на леду који представља Јапан на такмичењима на међународној сцени. Делује под ингеренцијама Хокејашког савеза Јапана који је пуноправни члан Међународне хокејашке федерације.
Прву званичну међународну утакмицу Јапанке су одиграле 21. априла 1987. и тада су у пријатељском дуелу савладале селекцију Холандије резултатом 5:2. Три године касније дебитују на светском првенству, а најбољи резултатом на светским првенствима било им је 7. место. На Зимским олимпијским играма учествовали су три пута − 1998, 2014. и 2018. године. Највеће успехе остварили су на Азијским зимским играма где су су освојили једну златну и 5 сребрних медаља (закључно са Играма 2017).